# Palloptera flava
Palloptera flava är en tvåvingeart som beskrevs av Oldenberg 1910. Palloptera flava ingår i släktet Palloptera och familjen prickflugor. Arten är reproducerande i Sverige. Inga underarter finns listade i Catalogue of Life.